# Покушение на Дональда Трампа во Флориде
Покушение на бывшего президента и кандидата в президенты США от Республиканской партии Дональда Трампа произошло 15 сентября 2024 года во Флориде; агенты секретной службы открыли огонь по подозреваемому, позже опознанному как 58-летний Райан Уэсли Раут, который был замечен прячущимся в кустах с винтовкой типа СКС в гольф-клубе Trump International в Уэст-Палм-Бич, Флорида. Раут скрылся с места происшествия и позже был схвачен. Инцидент произошел, когда бывший президент США Дональд Трамп играл в гольф в клубе. Официальные лица считают, что мужчина намеревался застрелить Трампа. Федеральное бюро расследований расследует инцидент как покушение на убийство.

## Предыстория
Гольф-клуб Trump International был отмечен как потенциальная цель для покушений на жизнь бывшего президента Дональда Трампа. Инцидент произошел через 64 дня после предыдущего покушения на Трампа на предвыборном митинге в Батлере, Пенсильвания, в ходе которого Трамп был ранен в правое ухо.

## Инцидент

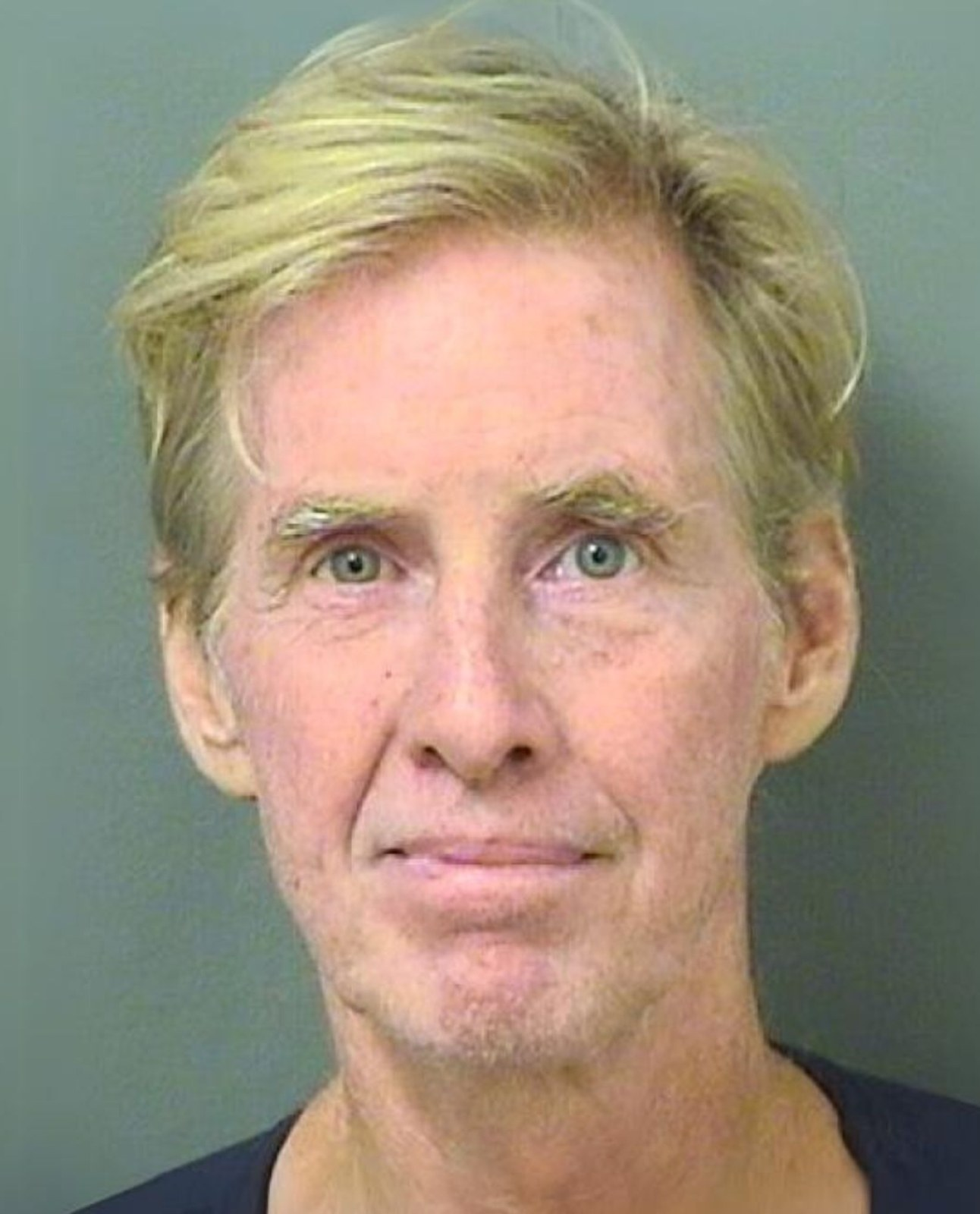
Раут под арестом

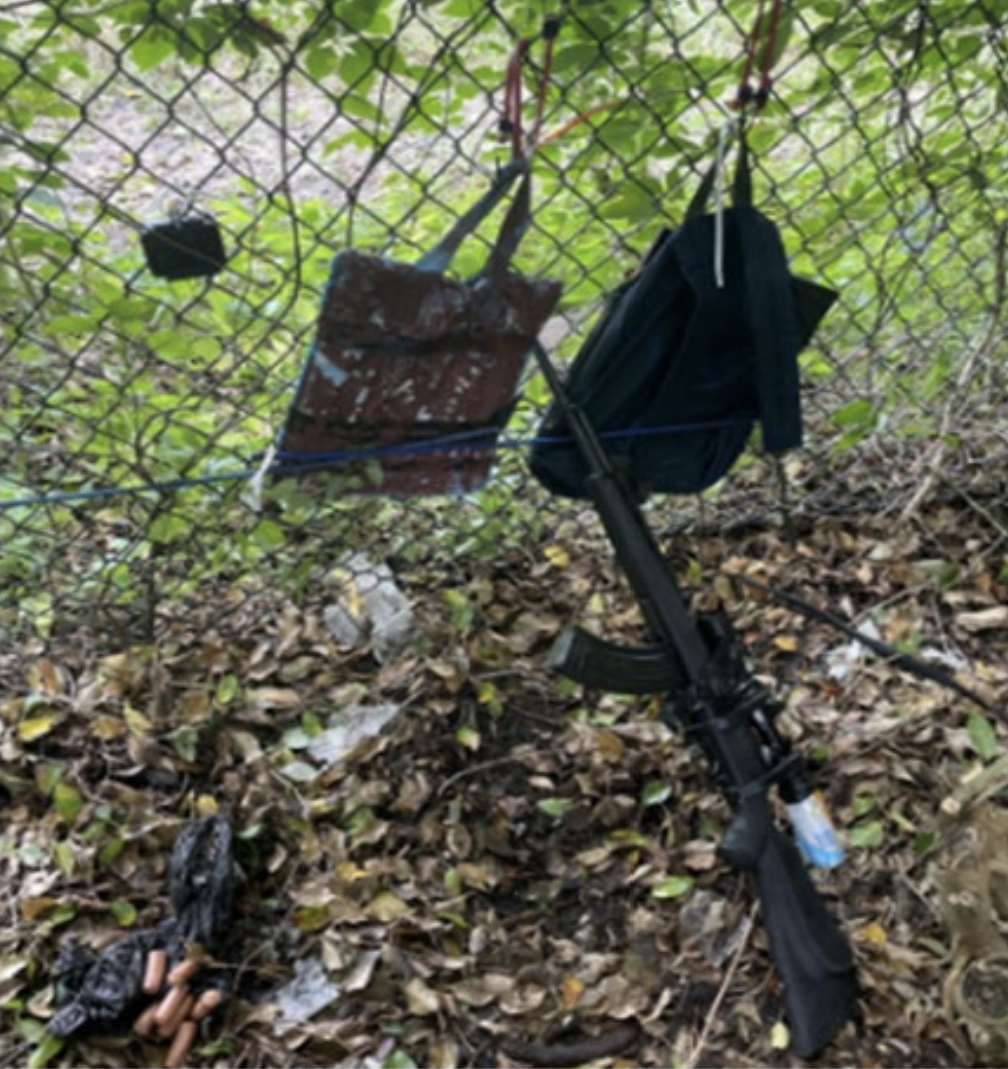
Оружие и другие вещи Раута, брошенные им на месте покушения

Инцидент произошел примерно в 13:30 по восточному времени, когда Трамп играл в гольф в клубе между пятыми и шестыми лунками, с другом и спонсором Стивом Уиткоффом. Агенты Секретной службы увидели, как мужчина целился из винтовки на поле для гольфа, прячась в кустах примерно в 350 метрах от Трампа. Агенты выстрелили в мужчину, который бросил оружие и скрылся на автомобиле. Неясно, стрелял ли мужчина в агентов. Свидетель сфотографировал автомобиль подозреваемого, что помогло властям выследить и арестовать его Поле для гольфа было закрыто вскоре после инцидента, и сообщений о пострадавших не поступало.
На месте происшествия были обнаружены винтовка типа СКС с оптическим прицелом, два рюкзака с керамическими плитками, которые могли отражать пули, и камера GoPro, направленная на поле.

## Подозреваемый
Вскоре после инцидента власти опознали подозреваемого как Райана Уэсли Раута, 58-летнего жителя Гавайев, который большую часть своей жизни провел в Гринсборо, Северная Каролина. Раут также размещал посты на X, утверждая, что голосовал на Президентских выборах в 2016 году за Трампа, но с тех пор пожалел об этом, похвалив кандидатов в президенты от Демократической партии Джо Байдена и Камалу Харрис, и приглашая северокорейского лидера Ким Чен Ына на Гавайи на «каникулы», в которых Раут выступит в роли «связного». Раут, кроме того, пожертвовал 140 долларов на демократические цели с 2019 года и зарегистрирован в Северной Каролине как независимый избиратель.

## Расследование
По данным офиса шерифа округа Палм-Бич, Раут был задержан как представляющее интерес лицо, когда он ехал на север по межштатной автомагистрали 95 из округа Палм-Бич в округ Мартин. Подразделения шерифа «подождали некоторое время», чтобы остановить автомобиль, чтобы избежать погони на высокой скорости. Машина Раута была задержана подразделениями шерифа, которые заставили его съехать с дороги и арестовали под дулом пистолета. На момент ареста Раут был безоружен.
Согласно данным с мобильного телефона подозреваемого, Раут ждал в засаде около 12 часов.
Федеральное бюро расследований ведет расследование, совместно с Секретной службой США и офисом шерифа округа Палм-Бич. ФБР рассматривает инцидент как покушение на убийство. Мотив Раута был неизвестен, хотя официальные лица полагают, что он намеревался застрелить Трампа, эта версия подтвердилась, когда было обнаружено письмо Раута с подробным описанием планов убийства Трампа, написанное им за месяц до покушения.
Сын Райана Раута, Оран Раут был арестован за хранение детской порнографии, найденной на его цифровых устройствах при обыске в ходе расследования.

## Реакция
Президент Джо Байден и вице-президент Камала Харрис, соперница Трампа на президентских выборах 2024 года, были проинформированы об инциденте. Белый дом опубликовал заявление, в котором говорится: «Президент и вице-президент были проинформированы об инциденте с безопасностью на поле для гольфа Trump International, где бывший президент Трамп играл в гольф. Они с облегчением узнали, что он в безопасности». В отдельном заявлении Харрис сказала: «Я была проинформирована о сообщениях о выстрелах возле бывшего президента Трампа и его собственности во Флориде, и я рада, что он в безопасности. Насилию нет места в Америке».
Вскоре после стрельбы Илон Маск, исполнительный председатель Twitter, цитировал пост на сайте, в котором задавался вопрос: «Почему они хотят убить Дональда Трампа?», и отвечал, что «никто даже не пытается убить Байдена/Камалу». Хотя изначально он оправдывал свои слова, Маск удалил твит после широкого осуждения, заявив на следующий день, что его высказывания были шуткой. Белый дом выступил с заявлением, в котором назвал комментарий Маска «безответственным», написав, что «насилие следует только осуждать, а не поощрять или шутить о нём». Секретная служба также начала расследование в отношении Маска в связи с его высказываниями.